# La Légende de la fileuse
La Légende de la fileuse (o La Sirène o també Le Songe du pêcheur) és una pel·lícula muda francès dirigida per Louis Feuillade, produïd per Société des établissements Gaumont i estrenada el 16 de març de 1908.

## Sinopsi
La deessa Atenea està gelosa de la jove Aracne que és més hàbil que ella en el teixit. Per desgràcia, la Minerva precipita l'Aracne a l'infern, després la transforma en una aranya que teixirà la seva teranyina eternament.

## Repartiment
- Alice Tissot
- Georges Wague
- Renée Carl
- Christiane Mandelys